# Iranische Musik

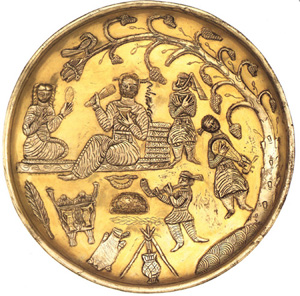
Sassanidischer Silberteller aus dem 7. Jahrhundert British Museum

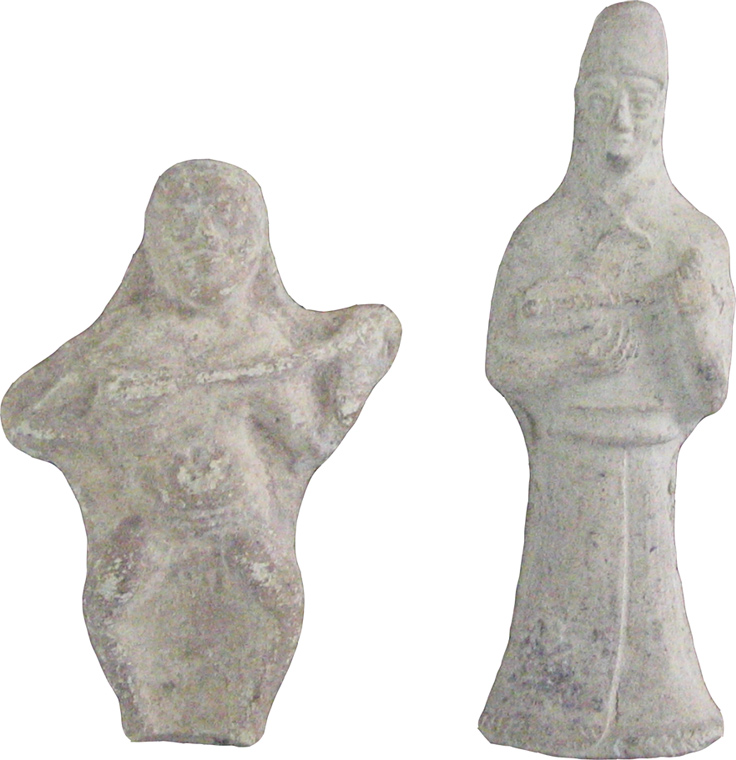
Musizierende Figuren, Susa, 2. Jahrtausend v. Chr.

Iranische Musik umfasst die Kunstmusiktradition der Persischen Musik in Iran, deren Ursprünge bis weit in die vorislamische Zeit zurückreichen. Sie wurde in der späten Sassanidenzeit unter Chosrau II. das erste Mal in der iranischen Geschichte kodifiziert und nahm nach der arabischen Eroberung des iranischen Hochlandes im 7. Jahrhundert n. Chr. unter der Herrschaft der Abbasiden einen maßgeblichen Einfluss auf die Entwicklung der Musik im islamischen Reich. Anfang des 16. Jahrhunderts geriet die iranische Musikkultur durch die Machtübernahme der Safawiden, die den schiitischen Islam zur Staatsreligion erhoben, in eine Phase des Stillstands und der Isolation, vor allem gegenüber der damals in der Region dominierenden Kultur des Osmanischen Reichs. Im 18. Jahrhundert verfiel die ältere klassische Musik. Ihre heutige Form, zu der die Festschreibung der zwölf Dastgahs (Modi) in Form des Radifs gehört, stammt aus dem 19. Jahrhundert.
Die iranischen Volksmusiktraditionen der unterschiedlichen ethnischen Gruppen, deren Siedlungsgebiete sich über die Landesgrenzen hinaus erstrecken, stehen mit denjenigen der Nachbarländer in Verbindung. Zu den zahlreichen Regionalstilen gehören die kurdische Musik im Norden, die Musik von Belutschistan im Süden und die afrikanisch beeinflusste Musik am Persischen Golf.
Mitte des 19. Jahrhunderts wurde – zunächst mit Militärkapellen – europäische Musik, westliche Harmonik und Notation eingeführt. Westliche klassische und populäre Musik war im 20. Jahrhundert sehr beliebt, bis sie durch die Islamische Revolution 1979 zunächst vollständig in der Islamischen Republik verboten wurde. Nach der allmählichen Lockerung des Verbots ist heute in Iran eine lebendige Pop- und Rockmusikszene vertreten.

## Geschichte

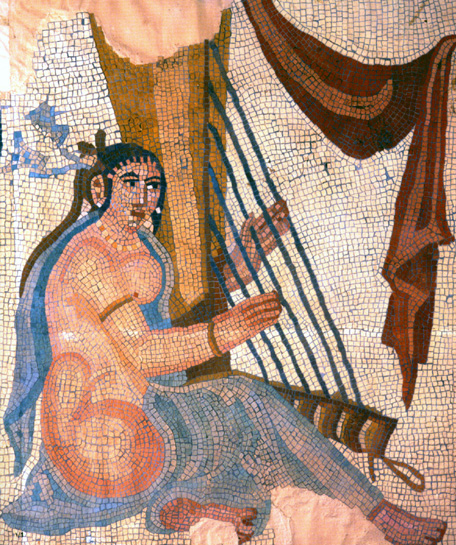
Harfenistin – Sassanidisches Mosaik aus Bischapur, Louvre

Die Stellung musikalischer Darbietung in der iranischen Kultur
Der zwiespältigen Haltung zur Musik im iranischen Kulturraum liegt eine Kultur zugrunde, die aus dem Widerstreit antiker persischer Bräuche und islamischer Vorschriften entstanden ist. Im antiken Persien konnten Musiker gesellschaftlich angesehene Stellungen bekleiden. Bereits in elamischer und achämenidischer Zeit war Musik in iranischem Gebiet verbreitet wie Herodot berichtet. Während der Parther-Herrschaft genossen zum Beispiel die Wandersänger große Beliebtheit. Als die Sassaniden ab 224 an der Macht waren, gab es populäre und hochangesehene Musiker, deren Namen bis in die heutige Zeit überliefert sind, und die iranische Musikkultur erlebte ihre wohl bedeutendste Blütezeit. Wie bereits unter den Parthern waren die Musiker meist auch Poeten.
Berühmte sassanidische Musiker (Präislamische Periode)
- Bārbad: Barbad der Große war Musiker am Hof der Sassaniden. Er erfand eines der ältesten Systeme der Musiktheorie mit sieben königlichen und 30 abgeleiteten Modi mit 360 Melodien (Dastan), bekannt als königliches Chosravani – gewidmet dem König Chosrou II. Sie entsprechen der Anzahl der Tage in der Woche, im Monat und im Jahr gemäß dem sassanidischen Kalender.
- Nakisā: Ebenfalls Hofmusiker der Sassaniden und Mitarbeiter Barbads.
- Sarkasch: Der Vorgänger des Barbad war ein einflussreicher Hofmusiker.
- Ramtin

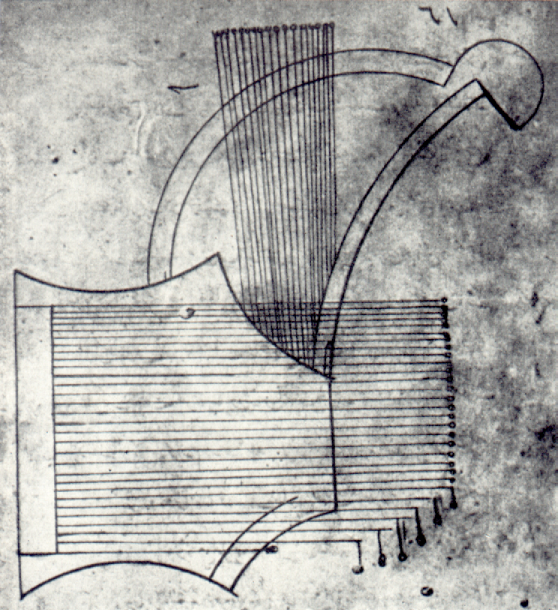
Illustration aus dem Kitāb al-mūsīqī al-kabīr von Abu Nasr Farabi (870–950), ein šāh-rūd genanntes Saiteninstrument

Unter den berühmtesten Musikern, den Meistersängern Barbad, Sarkad, Ramtin und Nakissa, bestand während der Regierungszeit des Chosrou Parwiz (590–628) heftige Rivalität. Nach der Überlieferung erfand Barbad die Laute und begründete die musikalische Tradition des Magham und möglicherweise des Dastgahsystems. Seit dem Arabersturm im 7. Jahrhundert und der Islamisierung des iranischen Kulturraums gewann persische Musik zunächst vor allem von al-Hīra ausgehend, an Einfluss in der islamischen Welt, besonders nachdem 762 die Hauptstadt der bis 1258 herrschenden Abbasiden von Damaskus nach Bagdad verlegt wurde. Am Hof von Hārūn ar-Raschīd gab es zahlreiche musikalische Darbietungen, und auch die theoretischen Grundlagen der persisch-arabischen Musik wurden zu dieser Zeit entwickelt. Da keine Notenschrift im heutigen Sinne existierte, erfolgten musikalische Überlieferung und Ausbildung mündlich. Ziryāb, der 821 nach Spanien (al-Andalus) ausgewandert war, wird oft genannt als der Musiker mit dem größten Einfluss auf die arabisch-andalusische und spanische Musik. Farabi und Avicenna waren nicht nur Musiktheoretiker, sondern neben dem Ney Meister an der Laute. Fünf Jahrhunderte nach dem Tod Barbads sammelte Farabi Musikstücke seiner Zeit und beschrieb die altertümliche Notation in Persien. So wurden ca. 2000 Werke und Melodien erhalten, die heute noch gespielt werden können.
Musiker der Abbasiden-Zeit (8.–13. Jahrhundert)
- Naschit Farsi
- Manṣūr ibn-Caʾfar Ḍārib Zalzal (gestorben 791)
- Ibrahim Moussali (Ibrahim al-Mawsili)
- Ishaq al-Mawsili, Sohn des Ibrahim M.
- Abu l-Hasan ‘Ali Ibn Nafi‘ (genannt „Ziryāb“), Schüler des Ishaq
- Abū l-Faradsch al-Isfahānī (897–967)

Die iranische Musikkultur war während der mongolischen Fremdherrschaft von 1219 bis 1381 wenig ausgeprägt. Während der folgenden Herrschaft der Timuriden existierte sogar ein Gesetz, welches das Musizieren unter Androhung der Todesstrafe gänzlich verbot. Trotz allem kam es im 13. und 14. Jahrhundert zur Entstehung bedeutender musiktheoretischer Abhandlungen. Seit der Islamisierung Irans wurde Musik argwöhnisch betrachtet. Tänze und damit auch die Ausübung von Musik im Allgemeinen wird auch heute noch von extremistischen Teilen nicht nur schiitischer Religionsgelehrter in Frage gestellt, weil sie von ihnen mit „Unzucht“ in Verbindung gebracht wird. Die persischen Mystiker (Sufis) hingegen verstanden Musik in Verbindung mit lyrischer Dichtung als Mittel transzendenter Erfahrung und hatten großen Einfluss auf die noch heute existierende, auch durch mystisch-religiöse Spiritualität ausgezeichnete, traditionelle persische Kunstmusik. Die meist in der damaligen arabischen Gelehrtensprache verfassten Werke mittelalterlicher persischer Musiktheoretiker haben bis in die Gegenwart großen Einfluss auf die vorder- und zentralasiatische Musik. Zu den bekanntesten Persönlichkeiten zählen:
- Abu Nasr Farabi (gestorben 950)[18]
- Avicenna (gestorben 1037)[19]
- Safi ad-Din al-Urmawi (gestorben 1294)
- Qutb ad-Din asch-Schirazi (gestorben 1311)
- Abd al-Qadir Maraghi (gestorben 1435)

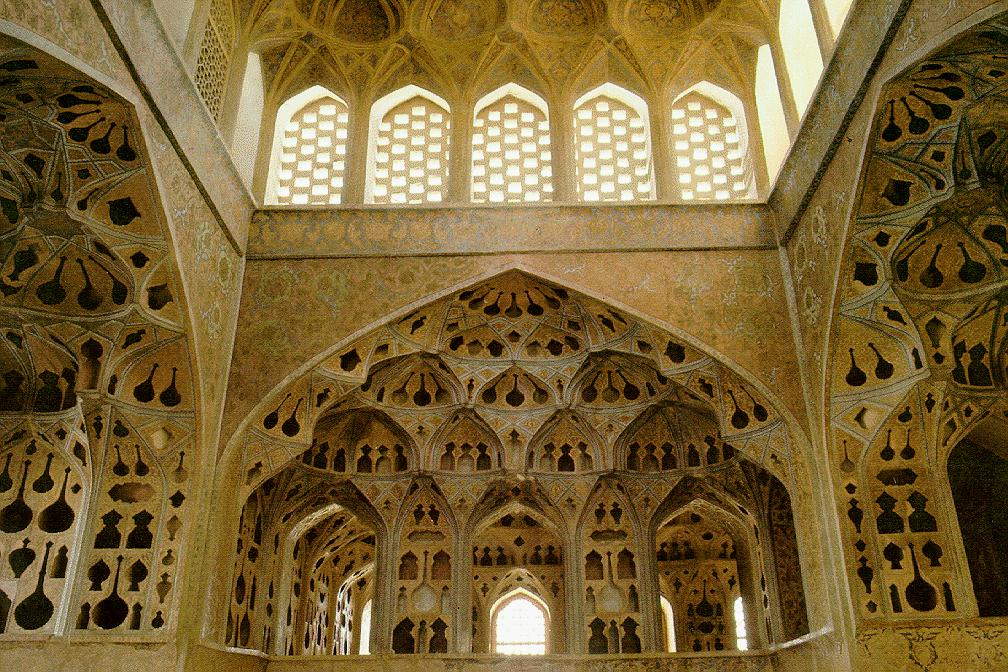
Musikraum Ali Qapu Palast, Isfahan

Eine weitere Stagnation der musikalischen Entwicklungen trat insbesondere mit der Etablierung des Schiismus als Staatsreligion unter den bis 1736 herrschenden Safawiden ab 1501 ein.
Musiker unter den Herrschern der Safawiden-Dynastie (1501–1722 und 1729–1736)
- Ahamad Ghazwini
- Galalel Bachersi
- Mosafar Ghomi
- Haschem Ghaswini
- Mohammad Kamantschehi
- Mohammad Momen
- Schahsawar Tscharhar-tari

Musiker der Kadscharen-Zeit (Entstehung des Radif)
- Gholam-Hossein
- Ali-Akbar Farahani (1821–1857)
- Hossein-Gholi Farahani (1853–1916)
- Mirza Abdollah Farahani (1843–1918)
- Ali-Akbar Schahi (1857–1923)
- Nayeb Asdollag
- Gholam-Hossein Darwisch (1872–1926)
- Hossein Taherzadeh (1882–1955)
- Mirza Sattar, ab etwa 1840 Sänger (von Taʿziye) aus Ardebil und Begründer neuer tonaler Modi
- Mina, armenische Orchesterleiterin aus Isfahan am Kadscharenhof
- Zohre, jüdische Orchesterleiterin aus Schiraz am Kadscharenhof[21]

Das postsowjetische Regime und die Taliban verboten Instrumentalmusik und öffentliche Darbietungen in Afghanistan. Noch im Jahre 2005 gab es Stimmen wie die des iranischen Präsidenten Mahmud Ahmadineschad, die alle Arten westlicher Musik verbieten wollten – entgegen der langen iranischen Musiktradition.

## Volksmusik
Der iranische Kulturraum ist die Heimat vieler verschiedener Völker wie der Bachtiaren, Belutschen, Kurden und Aseri, die jeweils eigene stilistische Besonderheiten entwickelten. Turkmenen prägten vor allem die Musik in Chorasan.

### Kurdische Musik
Die Kurdische Musik ist für ihren tanzorientierten Charakter bekannt.

### Mazandaran
Die Nordprovinz Mazandaran brachte verschiedene Arten der Volksmusik hervor wie Instrumental- oder rituelle Musik. Einfache Lieder wie Katoli, die in der Gegend um die Stadt Aliabade Katol verbreitet sind, sind durch einfache Rhythmen charakterisiert. Bauern singen dieses Lied, wenn sie eine katholische Kuh auf die Weide treiben. Eine andere Weise wird Leilis Liebhaber genannt. Amiri-Lieder kleiden die Gedichte von Amir Pasvari, einem Poet Mazandarans, in Melodien. In ganz Iran populär ist Nadschma; Lieder, die von der Liebe des Prinzen der Provinz Pars und einem Mädchen namens Rana handeln. Des Weiteren zählen die Lieder der alten Händler Tscharvadar zum Volksgut dieser Gegend.
Tscharvadarimusik sticht durch ihren für Mazandaran eher untypischen Rhythmus hervor, der nach der Legende durch das Singen beim Reiten entstand.

### Afghanische Volksmusik
Die afghanische Volksmusik besteht zum einen aus dem Musizieren der Frauen, das nach alter Sitte getrennt von den Männern in den Wohnhäusern stattfindet. Traditionell werden auch Hochzeiten oder andere Feierlichkeiten von Musik begleitet. Die lebhaften Hochzeitsfeste sind sogar die Haupteinnahmequelle für professionelle Musiker. Die Männer werden von einem männlichen Sänger, dessen Lyriktexte von Instrumentalmusik begleitet wird, unterhalten, da nach Geschlechtern getrennt gefeiert wird, während die Frauen gewöhnlich tanzend und selbst singend die Nacht verbringen. Auch Dschats, die ein umherziehendes Volk der Roma sind, spielen auf für Nicht-Dschats unantastbaren Instrumenten auf Hochzeiten oder zu anderen Anlässen ihre Lieder. Die Texte der afghanischen Volksmusik erzählen typischerweise von Liebe und gebrauchen in ihrer Sprachsymbolik vor allem die Nachtigall und die Rose. Auch die Geschichte von Leili und Madschnun, die Vergleichbar mit Romeo und Julia ist, wird besungen. Aktuelle Gegenstände finden in der Volksmusik jedoch keinen Platz. Das iranische Neujahr, Nouruz, wird zum Frühlingsäquinoktium auch in Afghanistan gefeiert. Auf den musikalischen Teil der Feier wird in Masar-e Scharif in besonderer Weise Wert gelegt. „Der Löwe der Instrumente“, Rubab, Vorläufer der indischen Sarod, gilt als Nationalinstrument Afghanistans. Dieses Instrument mit drei Melodiesaiten, das Mohammad Omar, Isa Kassemi und Mohammed Rahim Chuschnawas perfekt beherrschen, aus dem Holz des Maulbeerbaums ist ein wichtiger Bestandteil der afghanischen Volksmusik.

### Tadschikische Volksmusik
Die tadschikische Musik ist stark von usbekischen und anderen zentralasiatischen Musikrichtungen beeinflusst. Bei Hochzeiten und anderen Festen wird in Südtadschikistan eine Volksmusik namens Falak gespielt. Insgesamt kann man Varianten tadschikischer Volksmusik aus drei Gebieten unterscheiden:
- Pamir (Berg-Badachschan)
- Zentral Kuhistoni (Gissar, Kulyab und Garm)
- Sogdien (stark beeinflusst von usbekischer Musik)

Lieder verschiedenster Arten, lyrische oder Instrumentalmusik, werden gesungen. Besonders wichtig ist die epische Musik um die Heldengeschichte Gurugli. Gharibi (Lieder eines Fremden) sind im 20. Jahrhundert erdachte Lieder armer Bauern, die ihr Land verlassen mussten. Gulgardoni oder Boytschetschak sind Lieder, die zu Frühlingsfesten aufgeführt werden. Sajri-Guli-Lola-Musik, für die Feier der Tulpen, wird begleitet von Tanzmusik und Chören. Das berühmteste Lied dieser Feiertage nennt man Naghschi Kalon. Weitere erwähnenswerte Volkslieder heißen Nat und Munodschot, die bei der Geburt eines Jungen gesungen werden. Bei Hochzeiten spielen Sosanda, meist weibliche Musiker, die Mitglieder eines Dastaensembles. Musik aus Badachschan ist bekannt für die spirituellen Gesänge von Lyrik, die Madah genannt und von lauteähnlichen Instrumenten begleitet werden. Bekannte tadschikische Musiker sind Barno Itshakova, Davlatmand Cholov, Daler Nasarow oder Sino.

### Traditionelle Frauengesänge
Diese kommen in unterschiedlichen Formen innerhalb der persischen Volksmusik vor. Neben den bereits bei der afghanischen Musik erwähnten Hochzeitsliedern, sind das vor allem Wiegenlieder, Trauergesänge und Arbeiterinnenlieder, wie sie zum Beispiel von Teppichknüpferinnen und Wäscherinnen gesungen wurden, um sich ihre Arbeit angenehmer zu gestalten. Die in Köln lebende iranische Sängerin und Musikerin Maryam Akhondy hat einige dieser Lieder aus unterschiedlichen Musikkulturen Irans gesammelt und auf der CD Banu – Songs of Persian Women veröffentlicht.

## Klassische persische Musik

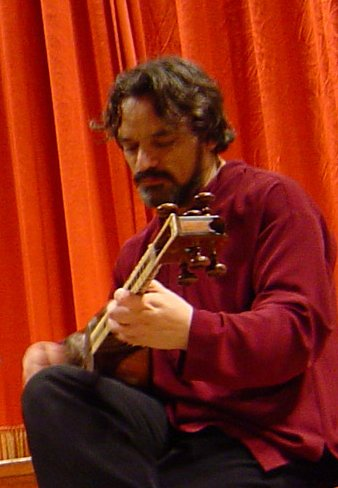
Hossein Alizadeh

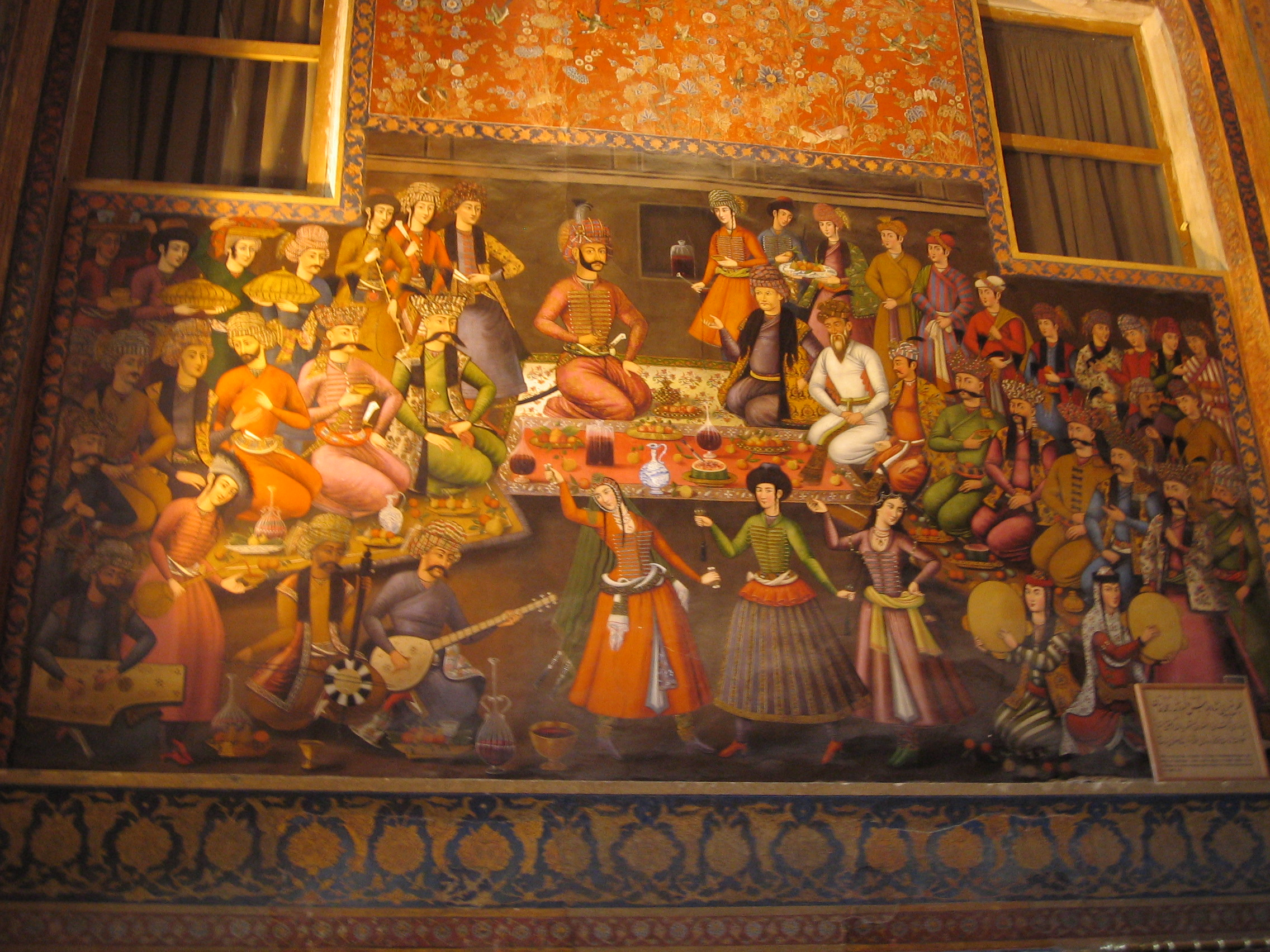
Freske, Tschehel Sotun – Palast (Vierzig-Säulen-Palast), Isfahan, Persien.

Die schriftlich überlieferten, die Terminologie betreffenden Wurzeln der heute so genannten klassischen persischen Musik (persisch موسيقى اصيل ايرانى, DMG mūsīqī-ye aṣīl-e īrānī, ‚edle persische Musik‘), auch nur persische Musik (موسيقى ايرانى, DMG mūsīqī-ye īrānī) genannt, reichen bis in die Spätzeit des Sassanidenreichs zurück. Diese Musiktradition verbreitete sich weitgehend über alle Regionen jenes Reiches und wird nach westlicher musikethnologischer Lesart auch persische traditionelle Musik (موسيقى سنتى ايران, DMG mūsīqī-ye sonnatī-ye īrān) genannt. Im Gegensatz zu europäischer Klassischer Musik lässt sich die Persische Kunstmusik nicht streng von Volksmusik (bzw. von der „leichteren“ Musik der früheren professionellen motrebi-Gruppen), von der sie beeinflusst ist und die sie beeinflusst, abgrenzen. Traditionelle klassisch-persische Musik, die zwar heterophone Elemente einsetzt, aber nicht wie die europäischen Musik über eine polyphone Kontrapunktik und akkordische Harmonielehre verfügt, dafür jedoch durch auch in anderen orientalischen Musiktraditionen zu findende Differenzierungen von klar gespielten und weniger hervorgehobenen, weicher gespielten Tönen charakterisiert ist, und bis zu Beginn des 20. Jahrhunderts nur mündlich von Meister zu Schüler überliefert wurde, hat ihre Ursprünge in „althergebrachten persischen Melodien“ (persisch خنياى باستانى ايرانى, DMG ḫonyā-ye bāstānī-ye īrānī), woraus sich unter arabischen, auch indischen und sogar mongolischen Einflüssen das persische Maqam- bzw. Dastgah-System entwickelte. Dieses auch Radīf (persisch رديف, ‚[Aneinander-]Reihung‘) genannte System bildet spätestens seit Mitte des 19. Jahrhunderts das charakteristische Grundgerüst für musikalische Aufführungen, an dem sich die Musiker bei ihren Aufführungen orientieren. Ein in der persischen Musik die gefühlsmäßige Interaktion bzw. einen mental-emotionalen Zustand von Musizierendem und Zuhörendem beschreibender und somit den Erfolg einer Aufführung mitbestimmender Begriff ist ḥāl (حال, ‚Zustand, Atmosphäre‘). Das Repertoire an Tönen, Rhythmen und Melodien findet sich in Form des Āwāz (vgl. arabisch/türkisch Taksim) auch außerhalb der Kunstmusik in gesungener oder instrumentaler Musik. Im Gegensatz zur europäischen Musik, deren Tonleiter innerhalb einer Oktave aus zwölf Halbtonstufen besteht, verfügt die Oktave der persischen Musik über 22 (bzw. 24) Töne.
Bis zum Ausgang des 19. Jahrhunderts war die klassische persische Musik weitgehend am Hof der Monarchen angesiedelt, vor allem unter dem Kadscharenherrscher Nāser ad-Din Schāh (1848 bis 1896), dessen Musikliebe bekannt war. Doch wurde sie traditionell auch bei den Versammlungen und Zeremonien (Dhikr) der iranischen Sufi-Orden gepflegt, da über sie die Poesie der großen klassischen Sufi-Dichter transportiert wurde. Herausragende, eine Renaissance der alten iranischen Musiktradition einleitende Musiker waren Ali Akbar Farahani (1821–1857), der Hofmusiker Nāser ad-Din Schāhs, und dessen Sohn Mirza ‘Abdollah (1843–1918), mit denen die Verbreitung der persischen klassischen Musik in sämtliche Bevölkerungsschichten hinein ihren Anfang nahm. Nur-Ali Borumand war ein bedeutender Musiktheoretiker und Bewahrer der klassischen Musik im 20. Jahrhundert.
Die großen Städte, wo die klassische persische Musik mit jeweils charakteristischen Musikrichtungen bzw. Schulen hauptsächlich gespielt wird, sind Teheran, Isfahan, Tabriz und Schiraz.
Die ersten Tonaufnahmen persischer Musik entstanden 1905 in Paris mit dem Musiker Mirza Hoseyn Chan Bachtiyar. Ab der ersten Hälfte der 1950er Jahre schuf der Musik- und Literaturwissenschaftler Dawud Pirnia (1900–1971) in Zusammenarbeit mit bedeutenden Musikern, wie Ruhollah Khaleghi (1906–1965) und Abu’l-Ḥasan Ṣabā (1902–1957), das Rundfunksendeformat Programme der Rosen, in denen rezitierte klassische persische Gedichte mit klassischem persischem Gesang (persisch آواز, DMG āwāz, ‚[klassischer persischer] Gesang‘) und begleitender Solo- wie auch Ensemble- und Orchestermusik verknüpft wurden. Diese Radiosendungen wurden ab etwa 1956 in verschiedenen Kategorien täglich ausgestrahlt und fanden in der Bevölkerung großen Widerhall. Ferner verbreitete sich die klassische persische Musik ab etwa 1960 zusätzlich durch die Einführung von Musik-Cassetten, so dass aufgrund der Rundfunksendungen und der neuen Tonträger viele Sänger, Sängerinnen und Instrumentalsolisten im ganzen Land berühmt wurden.
Die Islamische Revolution 1979 löste in einer Gegenbewegung und Rückbesinnung auf klassische persische Traditionen eine Renaissance der klassischen persischen Musik aus, woran nationale Größen wie die Sängerin Parisa, Parviz Meshkatian, Jamshid Andalibi, Kayhan Kalhor, Mohammad Reza Lotfi, Hossein Alizadeh, Shahram Nazeri, Sima Bina und Mohammad-Resa Schadscharian beteiligt waren. Das Verhältnis zwischen Islam und Musik war immer schwierig gewesen. Viele konservative Religionsgelehrte sehen selbst einfache Melodien und Texte der persischen Klassik als problematisch an. Musiker wie Parvaz Homay, die klassischer persischer Musik kritische Texte mit aktuellen Bezügen hinzufügen, müssen mit Behinderungen und Auftrittsverboten rechnen. Frauen können sich nur begrenzt musikalisch betätigen, denn Singen ist ihnen nur vor einem ausschließlich weiblichen Publikum erlaubt. Um vor einem gemischten Auditorium auftreten zu können, reisen einige der Sängerinnen regelmäßig zu Konzerten ins Ausland oder leben und arbeiten, wie zum Beispiel Maryam Akhondy dauerhaft außerhalb ihrer Heimat.
Zu den international auftretenden Repräsentanten der iranischen Musik gehören etwa Hossein Alizadeh sowie dessen Schülerin Sahba Motallebi (* 1977), die etwa ab dem Jahr 2000 auch mit dem Iranian National Orchestra und anderen Ensembles weltweit auftritt.
Die klassische afghanische Musik ist stark durch indische Einflüsse charakterisiert. Auch Instrumente der indischen Musik wurden in Afghanistan eingeführt. Ghazal besteht aus persischen gereimten Doppelversen, vor allem von Bedil, Saʿdī und Hafez. Ein bekannter Interpret des klassischen afghanischen Gesangs ist Mohamed Hussein Sarahang.

## Musikinstrumente
Saiteninstrumente:
- Barbat
- Tar
- Dotar
- Rabāb
- Santur
- Schahrud
- Setar
- Tambire
- Tanbur
- Tschang
- Ghejtschak
- Kamantsche
- Kanun
- Modifiziertes Klavier (siehe Pooyan Azadeh) und elektronische Tasteninstrumente

Blasinstrumente:
- Sornay
- Balaban
- Nej
- Doneli

Schlaginstrumente:
- Daf
- Tombak
- Dohol
- Dammām
- Dāire
- Naghara, kleine Kesseltrommel
- Kūs, große Kesseltrommel
- Tās, flache Kesseltrommel aus Kupfer
- Zang
- Tabla

## Klassische europäische Musik
Viele Radiosender aus Teheran spielen Konzerte im täglichen Programm, und einige persische Musiker sind weltweit bekannt wie zum Beispiel Shahrdad Rohani, der Dirigent des LA Symphony Orchestra, oder Lili Afschar, eine Spielerin der klassischen Gitarre und Schülerin von Andrés Segovia. Die Verbindung von europäischer und persischer Musik spiegelt sich in der Volkshymne Ey Iran wider.

### Das Teheraner Sinfonieorchester
Das erste europäische Orchester bereiste Persien noch zu Zeiten Nāser ad-Din Schāhs. Im Jahre 1856 brachten zwei französische Musiker die erste militärische Musikkapelle aus dem Westen nach Iran. Zwei Jahre später wurde Jean Baptiste Lumierre zum Kapellmeister ernannt. Lumierres Bemühungen um die Verbreitung europäischer klassischer Musik gipfelten in der Etablierung einer Musikschule. Im Jahre 1869 gründeten 26 der ersten Absolventen dieser Schule das „Königliche Zehi-Orchester“.

#### Die Pioniere des Orchesters
Zu diesen Männern der ersten Stunde zählten Gholamhossein Minbashian und Salar Moazez, der bei so berühmten Lehrern wie Nikolai Rimski-Korsakow und Carl Flesch studiert hatte. Moazez gründete nach seiner Rückkehr in Persien das erste private Konservatorium und stellte mit Musikern aus dieser Schule und dem Stadtrat von Teheran zusammen mit Minbashian 1933 ein 40-köpfiges Sinfonieorchester zusammen. Dieses Orchester wurde der Grundstein des Teheraner Sinfonieorchesters. Mit Hilfe von zehn tschechischen Profi-Musikern, die am Konservatorium unterrichteten, konnte das Niveau bald gesteigert werden. Nach diesen Fortschritten brachten der Zweite Weltkrieg und seine Folgen alles zum Stillstand. Mit dem Einmarsch britischer und sowjetischer Truppen im Zuge der anglo-sowjetischen Invasion Irans verließen nicht nur die tschechischen Musiker das Land.

#### Die Gründung des Teheraner Symphonieorchesters

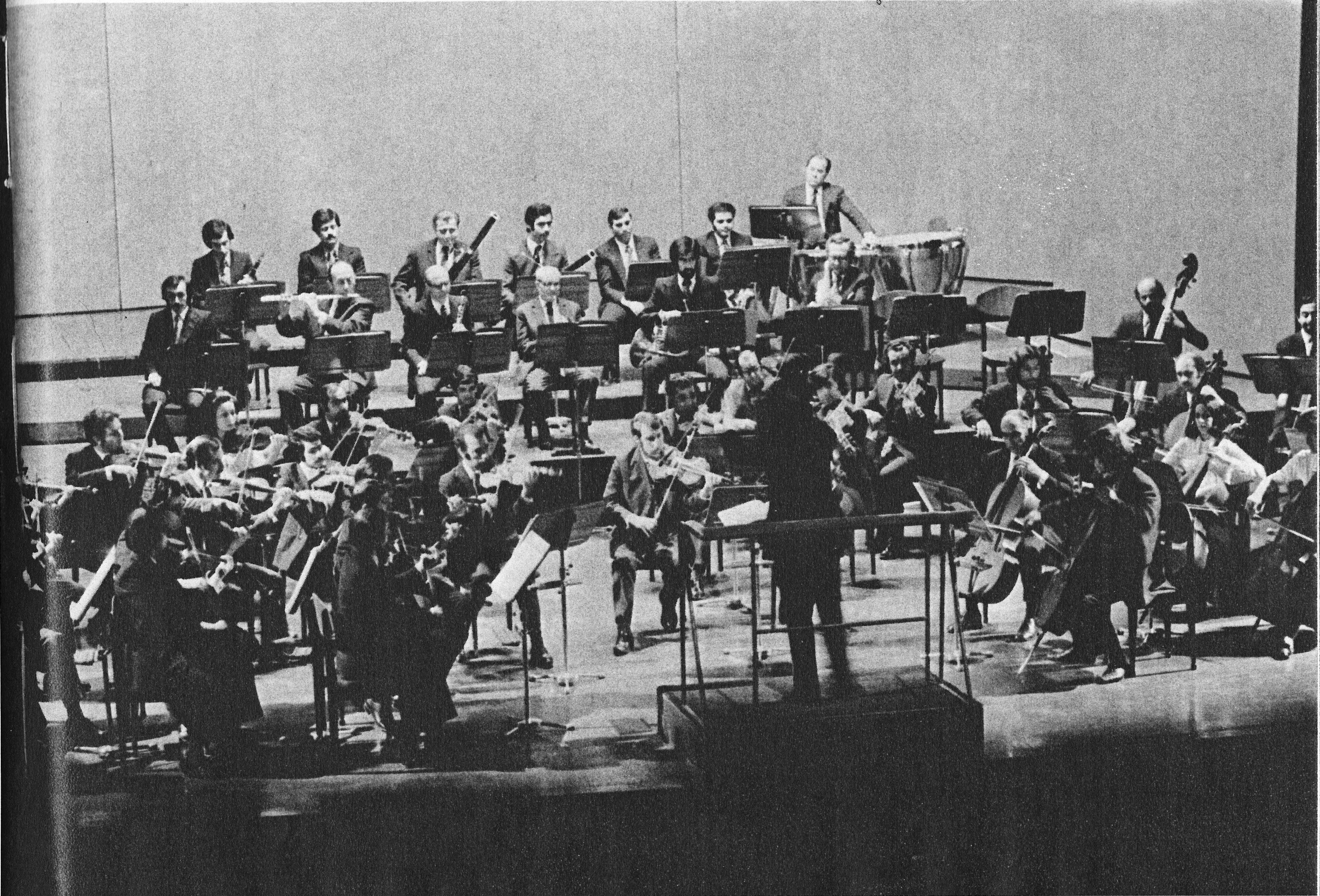
Der Teheraner Symphoniker

Aus dieser Zeit stammt aber auch die Idee, ein neues Sinfonieorchester zu gründen. 1943 entstand das „Teheraner Sinfonieorchester“ durch die private Initiative und den Enthusiasmus von Parwiz Mahmud. Nachdem Mahmud 1946 zum Direktor des Konservatoriums ernannt wurde, besetzte er aus Musikern des Schulorchesters des Konservatoriums ein Sinfonieorchester.
Die Anjoman-e Filarmonik-e Tehran (Philharmonische Gesellschaft Teheran) wurde im November 1953 gegründet, getragen von einer gemeinnützigen Organisation. Alle Einnahmen aus Konzerten wurden vollständig für die Förderung der klassischen europäischen Musik verwendet. Ziel war die Heranbildung eines an klassischer Musik interessierten Publikums durch Konzerte, öffentliche Aufführungen, wissenschaftliche Vorträge über die Musikgeschichte und Musiktheorie, Aufbau einer Musikbibliothek und die Herausgabe einer Zeitschrift. Ab 1963 wurden die Aktivitäten des Orchesters mit Unterstützung von Schahbanu Farah Pahlavi ausgeweitet. Sie übernahm die Schirmherrschaft über das Orchester, so dass das Orchester von nun an nicht mehr nur auf die Mitgliedsbeiträge und Einnahmen aus Konzerten angewiesen war, sondern eine großzügige finanzielle Unterstützung durch das Büro von Farah Pahlavi erhielt. Ziel dieser Förderung war es, das Interesse für klassische europäische Musik vor allem in der Jugend und unter den Studenten zu wecken. Die Aktivitäten waren ein voller Erfolg: 1970 bestand die Mehrheit der 1200 Mitglieder der Förderorganisation des Orchesters aus Studenten. Bereits für einen Jahresbeitrag von umgerechnet 3 Euro (für Studenten 25 Cent) konnte man Mitglied der Förderorganisation des Orchesters werden und die Konzerte des Orchesters besuchen.
Zwischen 1963 und 1972 führte Heschmat Sandschari das Teheraner Sinfonieorchester zu einer ersten Hochblüte. Zu jener Zeit spielte das Orchester mit und unter der Führung von international bekannten Musikern wie Yehudi Menuhin, Zubin Mehta, Isaac Stern oder Herbert von Karajan, und es kam zu einer Trennung von Opernorchester und Sinfonieorchester. Das Orchester gab nicht nur Konzerte in Teheran, sondern auch in Abadan und Schiras. In den späteren 1960er-Jahren wurden über 700 Konzerte mit ausländischen und iranischen Dirigenten aufgeführt.

#### Nach der Revolution
Nach der Revolution 1979 wurden viele Kunstorganisationen aufgelöst und die Orchester und Musikschulen geschlossen. Die Folge davon war, dass viele Musiker emigrierten. Das Sinfonieorchester überlebte mit zehn Musikern, die es durch ihre Eigeninitiative mit revolutionären Hymnen und Gelegenheitsauftritten am Leben erhielten. Durch ihre Bemühungen blieb der Grundstein des Orchesters bestehen. Von 1991 bis 2005 übernahm Fereydun Naserin die Leitung des Orchesters. In dieser Zeit wurden immer wieder iranische Dirigenten aus dem Ausland als Gastdirigenten engagiert. Am 17. und 18. April 2001 spielte das Kammerorchester Waidhofen an der Ybbs unter der Leitung von Wolfgang Sobotka als erstes westliches Orchester seit der Revolution in der ausverkauften Vahdat Concert Hall (früher Rudaki-Halle) Werke von Khohei, Ludwig van Beethoven, Johann Strauss (Sohn) und Nader Mashayekhi. Seit April 2006 hat das Tehran Symphony Orchestra mit Nader Mashayekhi einen neuen ständigen Chefdirigenten.

#### Nader Maschayekhi
Der jetzige Dirigent des Teheran Symphonieorchesters, Nader Mashayekhi, wurde 1958 in Iran geboren und wuchs in einer Teheraner Künstlerfamilie auf. 1978 ging er nach Wien und studierte an der Universität für Musik und darstellende Kunst Komposition bei Roman Haubenstock-Ramati. Daneben belegte er die Fächer Dirigieren, Tonsatz und elektroakustische Komposition. 1989 gründete Mashayekhi das Ensemble Wien 2001 (heute Ensemble Wien 21. Jahrhundert), dessen Programme in ihrer gezielten Mischung von historischer, traditioneller und zeitgenössischer Musik er maßgeblich mitgestaltet. 1992 leitete er Computermusik-Seminare in Ungarn, 1994 in Japan. 1996 wurde er zu einem Vortrag zum Thema „multikulturelle Aspekte in der zeitgenössischen Musik“ nach Ottawa/Kanada eingeladen. Mashayekhi führte die Ansätze seines Lehrers Roman Haubenstock-Ramati konsequent weiter, was sich vor allem in der Verwendung graphischer Notationsformen und variabler Formen äußert. In seinem Multi-Media-Opernprojekt Malakut (Uraufführung 1997) arbeitete er mit bildenden und Video-Künstlern zusammen; in den letzten Jahren bezieht er häufig persische Maler, Bildhauer, Schriftsteller und Schauspieler in seine Projekte mit ein.

## Persische Popmusik

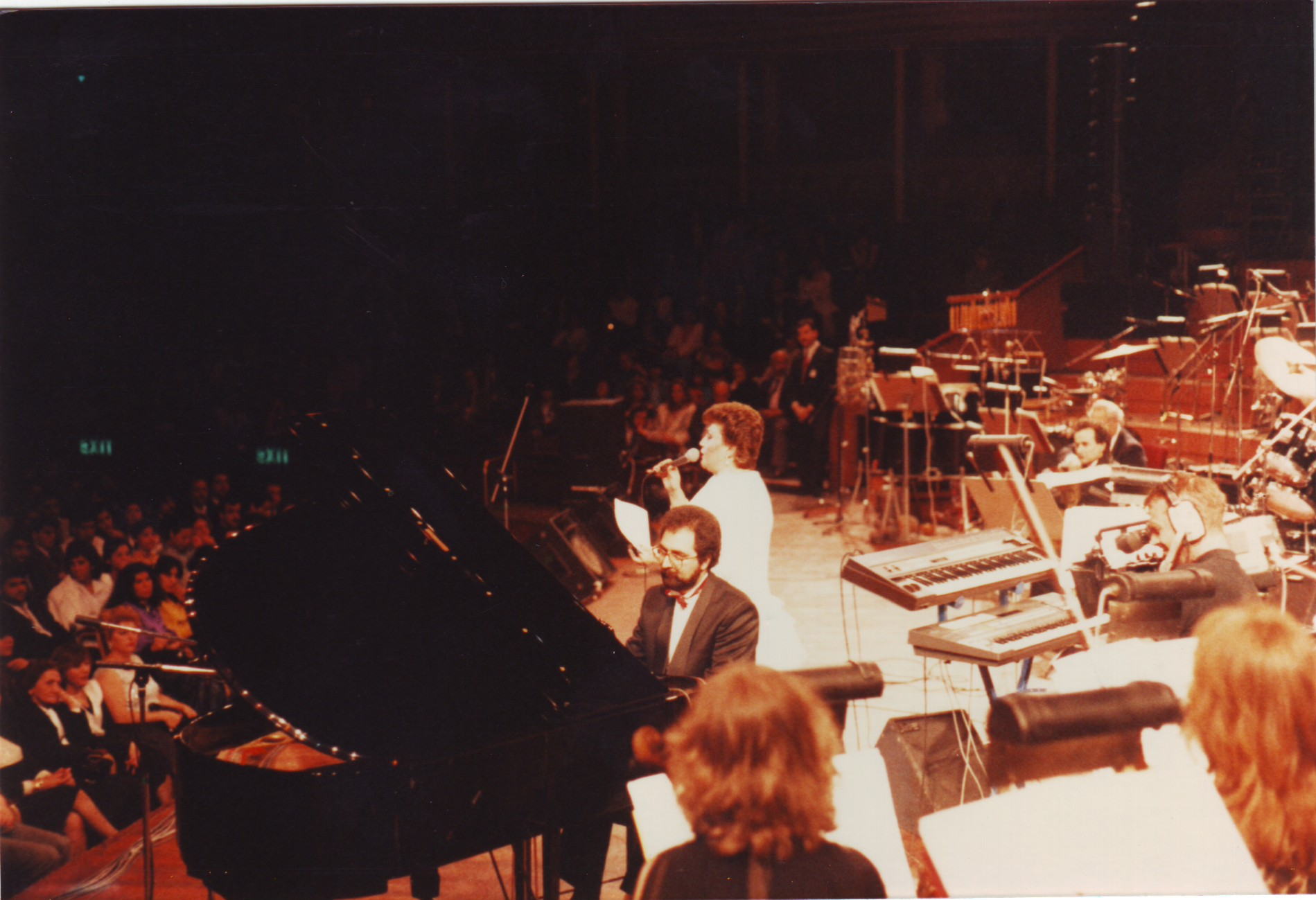
Hayedeh, Die legendäre persische Diva, Royal Albert Hall, London, 1987

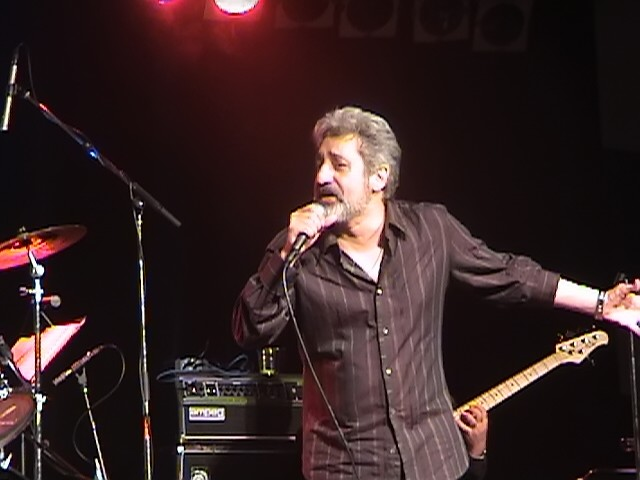
Der Popsänger Ebi in einem Konzert in Montreal, 2007.

Die iranische oder persische Popmusik nahm in den 1970er Jahren einen Aufschwung, indem neue Instrumente wie E-Gitarre eingeführt wurden. Die berühmtesten persischen Sänger dieser Zeit sind Shahram Shabpareh, Googoosh, Hayedeh, Fereydun Farrochsad und Vigen. Diese Popmusik wurde nach der iranischen Revolution 1979 verboten. Viele der Musiker wanderten aus, vor allem nach Los Angeles. Einige bekannte Interpreten der persischen Popmusik sind Dariush Eghbali, Hassan Sattar, Mahasti, Homeyra, Andy Madadian, Faramarz Aslani, Moein, Mansour, Sandy, Ebi, Leyla Forouhar, Farschid Amin, Schahrsad Sepanlou, Afshin, Arash, Shadmehr Aghili, Kamran & Hooman, Shahram Solati, Shohreh Solati, Shahrokh etc.
Arrangements iranischer Popmusik werden, selbst bei Verwendung traditioneller Melodien, häufig auf (die westlichen) Dur- und Moll-Tonarten beschränkt (und auch mit dementsprechenden Harmonien versehen).
Bandari ist eine Richtung der Popmusik, die ihre Wurzeln in der südiranischen Volksmusik hat. Die durch ihren besonderen Rhythmus sehr tanzbare Musik wird häufig auf Hochzeiten und anderen Feiern gespielt. Besonders kennzeichnend ist der Dudelsack ney-anban.
Afghanische Popmusik entwickelte sich spät in den 1950er Jahren, da nach der Zerstörung der seit 1925 bestehenden Rundfunkanstalten 1929 Radio Kabul erst wieder 1940 landesweit ausgestrahlt wurde. In der Anfangszeit wurde paschtunisches Liedgut mit Daritexten gesendet. Filme und vor allem Musik wurde zunächst aus Iran, Tadschikistan und auch Pakistan oder Indien eingeführt. Mit der Zeit jedoch gab es auch heimische Künstler. Parwin war 1951 die erste afghanische Frau, die im Radio gespielt wurde. Auch Musiker wie Ahmad Zahir – der afghanische Elvis Presley – oder Biltun wurden bekannt. 1977 sang Mahwasch, die namhafteste afghanische Popsängerin, den Schlager O Batsche. Seitdem der „Krieg wider den Terror“ Afghanistan erreichte und die Taliban gestürzt waren, entstand die afghanische Musikszene neu. Einige Gruppen wie das Kabul Ensemble wurden international zur Kenntnis genommen. Auch die traditionelle Paschtunenmusik aus Südostafghanistan bekam Aufwind.

## Rockmusik
In den späten 1990er Jahren blühte nach einer gewissen staatlichen Liberalisierung der Kulturpolitik die Rockmusik und Hardrockmusik. Seitdem entstehen unaufhörlich neue Musikgruppen. Diese Entwicklung unterscheidet sich von der iranischen Popmusik dadurch, dass sie eher eine jüngere Fangemeinde anspricht, die nach der Revolution Geborenen, und im Gegensatz zur Exilmusik aus Los Angeles größtenteils im iranischen Untergrund entsteht. Zu den ersten Rockbands in Iran gehörten Meera und Barad. Nachdem die ersten Bands heimlich auftraten, durften O-Hum, die Lyrik Hafis’ zu Rock ’n’ Roll Klängen bieten, sogar Konzerte für christliche Iraner in Teheran geben. Um das Jahr 2000 wurde das Musiklabel Hermes Records in Teheran gegründet und veröffentlichte die ersten offiziellen Rock-Alben iranischer Bands. Die erste internationale Veröffentlichung war das Debütalbum von Kiosk.
Heutzutage gibt es im Untergrund musikalische Wettbewerbe und Musikkritik. Die iranische Regierung lässt jedoch auch ab und zu einmal Konzerte unter bestimmten Bedingungen zu. Bands wie 127 und The Technicolor Dream haben bereits ihre englischsprachigen Stücke gespielt. In der Islamischen Republik Iran wird Rockmusik mit Gesangseinlagen von Frauen oder Heavy Metal produziert, ebenso Death Metal, zum Beispiel die Undergroundhelden ArthimotH und SdS aus Isfahan oder Arsames aus Maschhad. Die 1970er-Rock-beeinflusste Band Cheshme3 spielt Punkrock.
Im Juli 2005 veröffentlichte die Musikfirma Bamahang Produktions in Kanada zum ersten Mal ein Album der iranischen Rockband Adame Mamuli, das als erstes iranisches Untergrundrockalbum im iTunes Music Store bei Apple heruntergeladen werden kann. Als zweites Album wurde im Dezember 2005 Aloodeh von O-Hum veröffentlicht. Der Sänger, Gitarren- und Setarspieler Mohsen Namjoo verbindet mit seiner Musik traditionelle iranische Musik mit Rock und Jazz. Zuletzt galt der in Teheran geborene und in Portugal lebende Mazgani als Hoffnungsträger des Americana-Rocks in Europa.
Um ins Ausland emigrierte iranische Rockgruppen und Popstars live und ohne vorherige Beantragungs eines Visums hören zu können, erfolgen Konzertbesuche etwa in der Türkei (oder auch in Dubai), wo die Künstler auftreten.

## Elektronische Musik
Elektronische Musik hat eine Sonderposition in Iran. Da sie meist ohne menschlichen Gesang komponiert wird, werden die Stücke nicht in gleicher Weise wie andere Musik westlichen Ursprungs abgelehnt. Viele Exiliraner betätigen sich in diesem Bereich. Die bekannteste Band dieser Stilrichtung ist Deep Dish: Ali „Dubfire“ Shirazi und Shahram Tayebi aus Washington DC. Des Weiteren haben DJ Behrouz, Behrous Nasai, aus San Francisco, Fred Maslaki aus Washington DC und Omid 16b, Omid Nourisadeh aus London einen gewissen Bekanntheitsgrad erreicht.